# Zoo de Nakhon Ratchasima
Le Zoo de Nakhon Ratchasima ou Zoo de Korat (en thaïlandais สวนสัตว์นครราชสีมา) est un zoo dans la région nord-est de la Thaïlande. Il est situé à environ 13 km au sud de la ville de Korat dans la province de Nakhon Ratchasima et couvre une zone de 87 ha (545 rais). Le parc a été créé en 1989 sous le patronage royal de Sa Majesté le Roi mais est officiellement ouvert au public en décembre 1996.
Autrefois, la zone du zoo était très sèche, avec un manque d'eau et d'arbres naturels et l'Organisation Zoological Park of Thailand essaie d'améliorer et de développer le territoire, y compris les arbres et le paysage.
En août 2013, le zoo compte plus de 1100 animaux dont 568 mammifères, 91 reptiles et 474 oiseaux. Les stars du zoo sont les Big Five de l'Afrique: les éléphants d'Afrique, les lions, les rhinocéros blancs, les buffles d'Afrique et les léopards. Un bâtiment appelé Dinosaur Park dont la zone de couverture est de 4 rais permet de voir plus de vingt reproductions de dinosaures dont le Brachiosaurus et le Tyrannosaurus.
En 2023 est né avec succès un poussin vautour à tête rouge ou vautour royal d'Asie.

## Galeries

Animaux d'Afrique
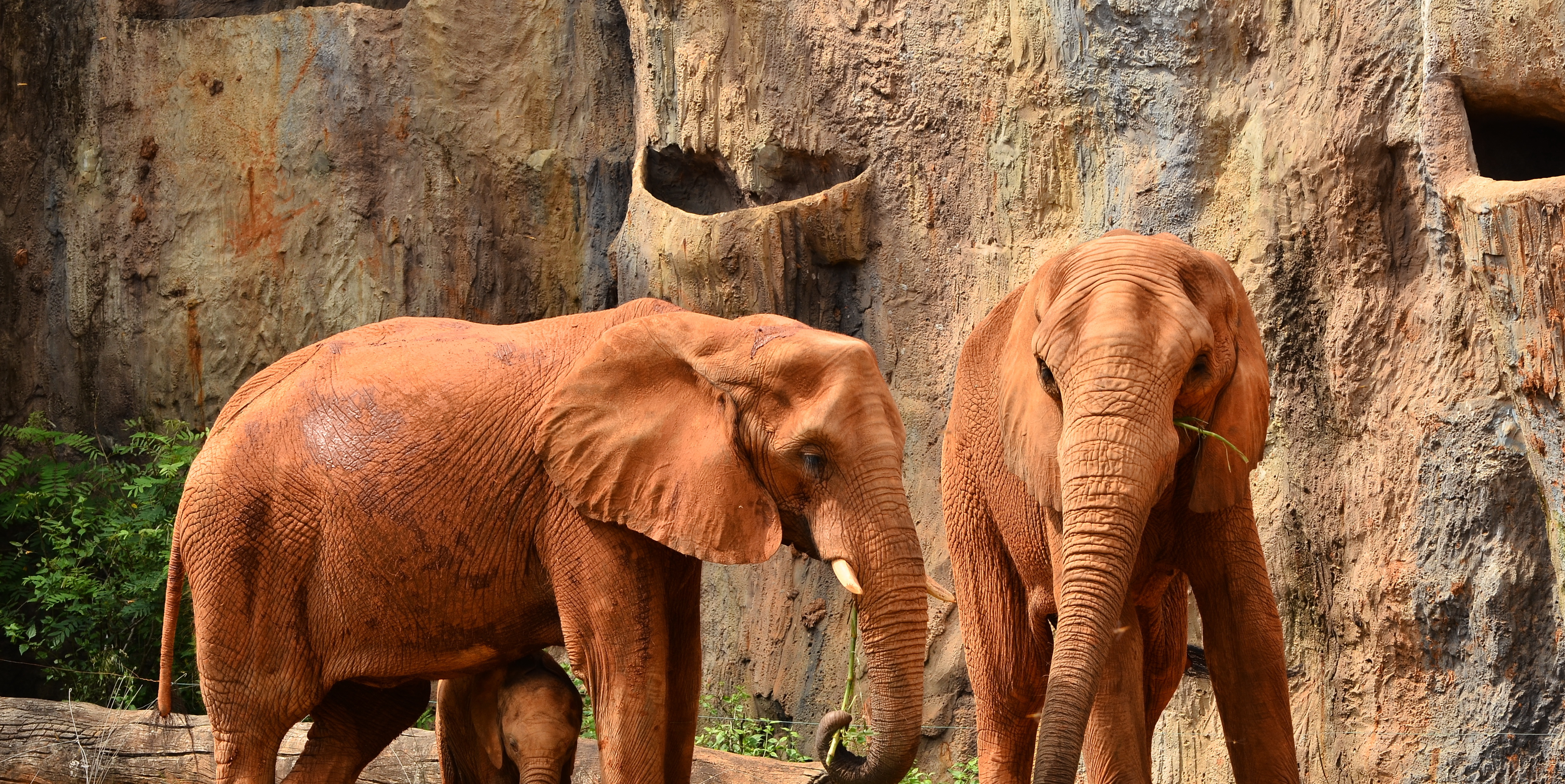
Trois éléphants d'Afrique
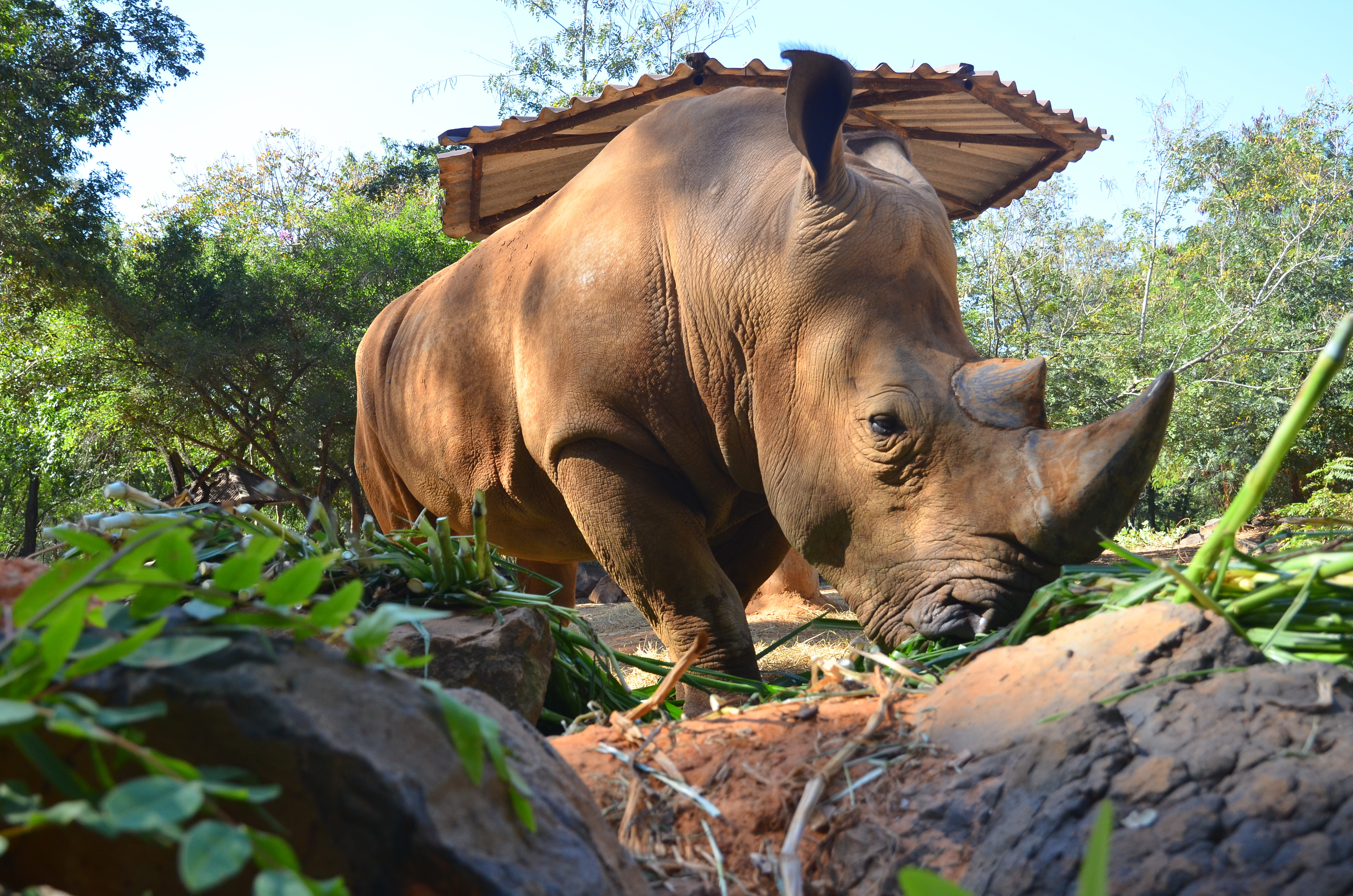
Un rhinocéros blanc
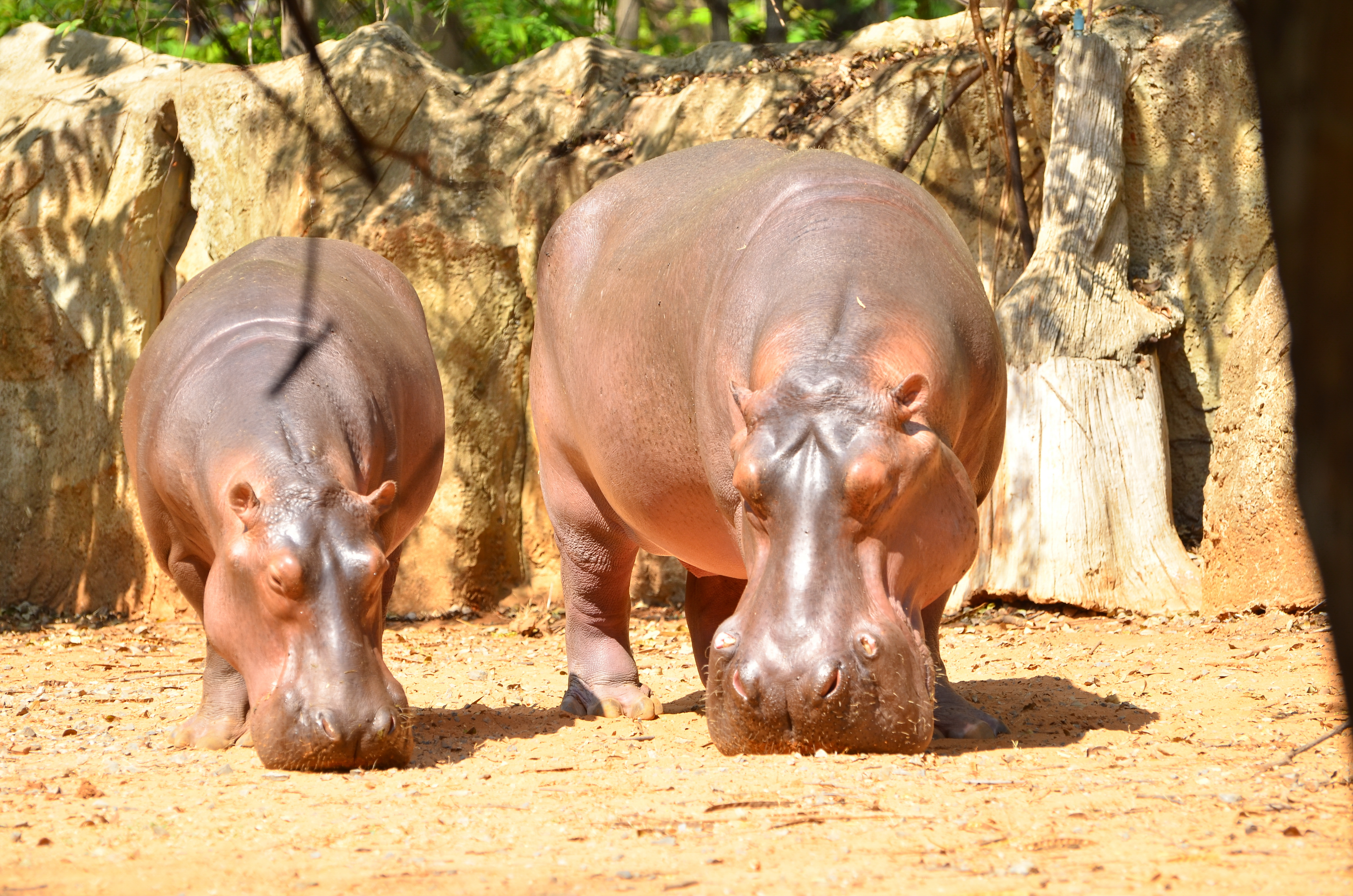
Deux hippopotames
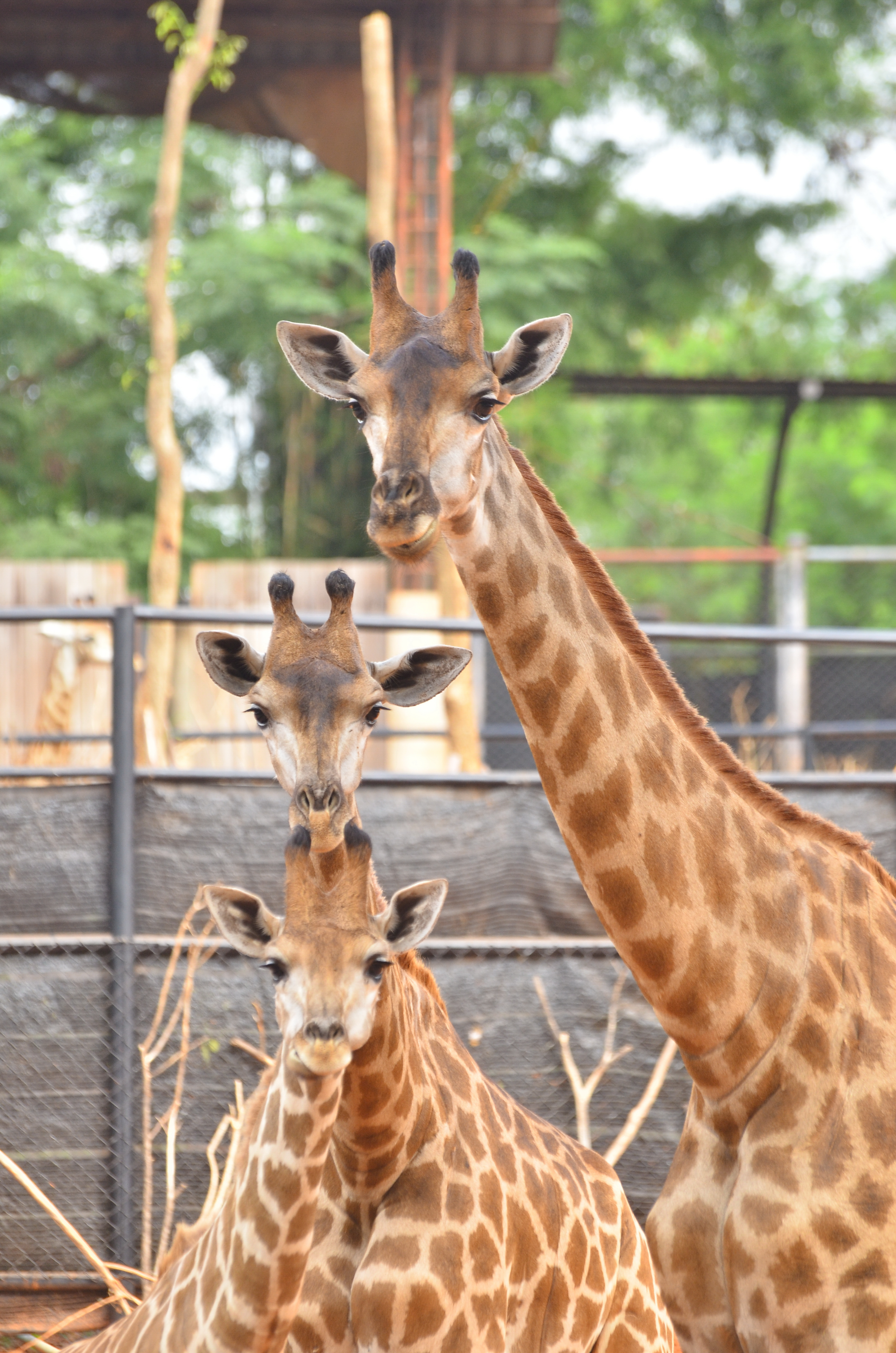
Trois girafes
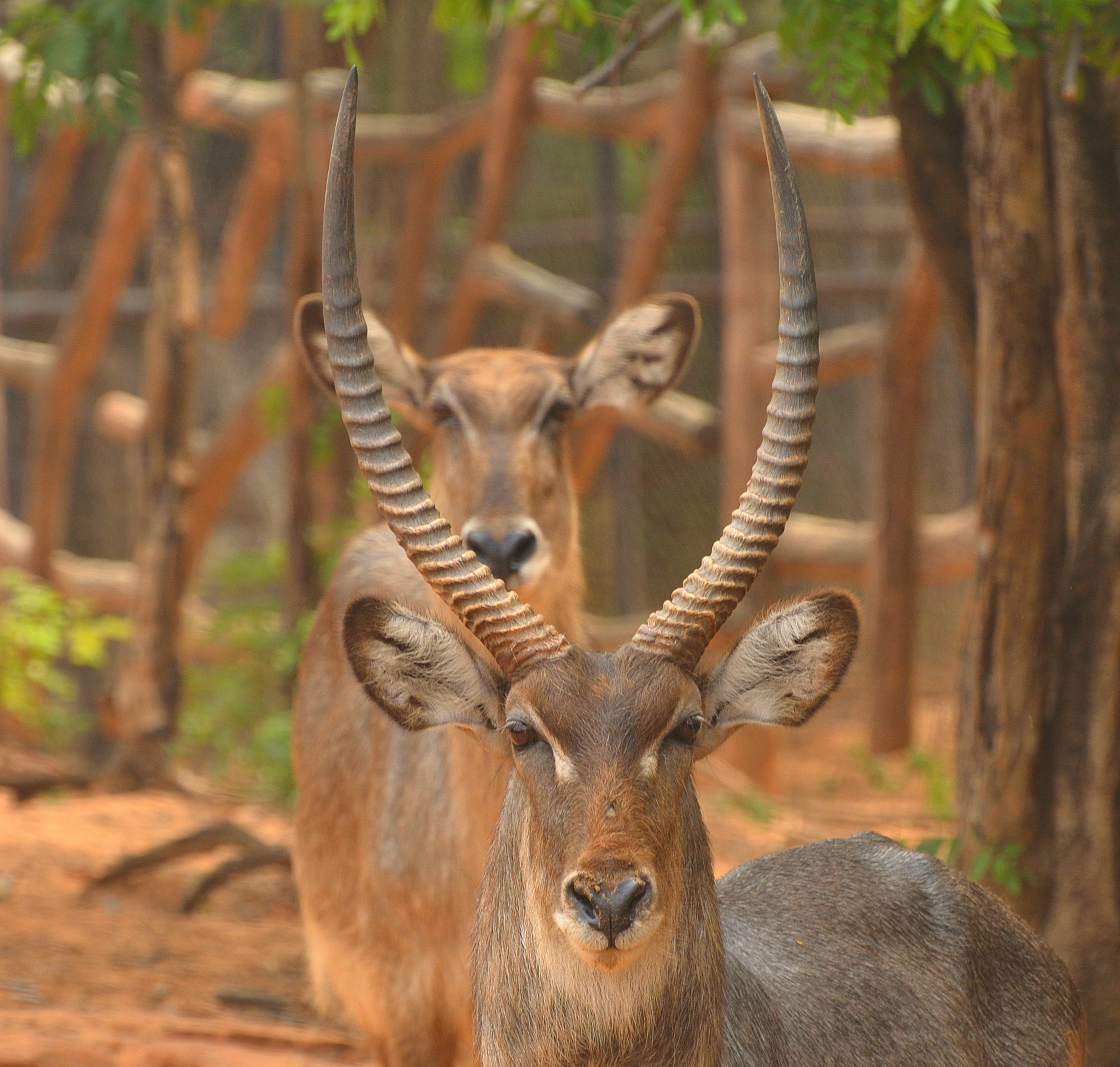
Couple d'antilopes singsing (cobe à croissant)
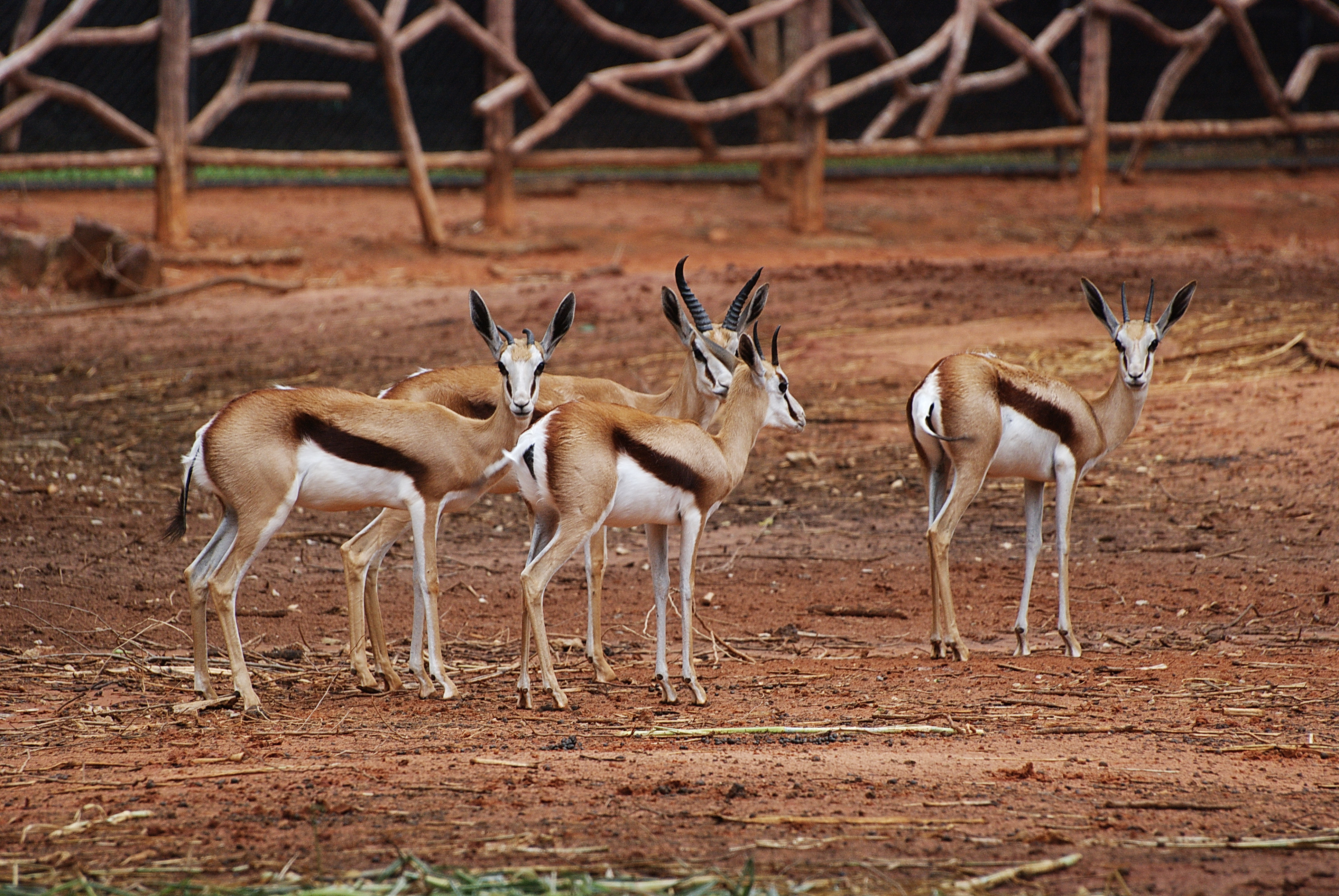
Quatre antilopes springbok
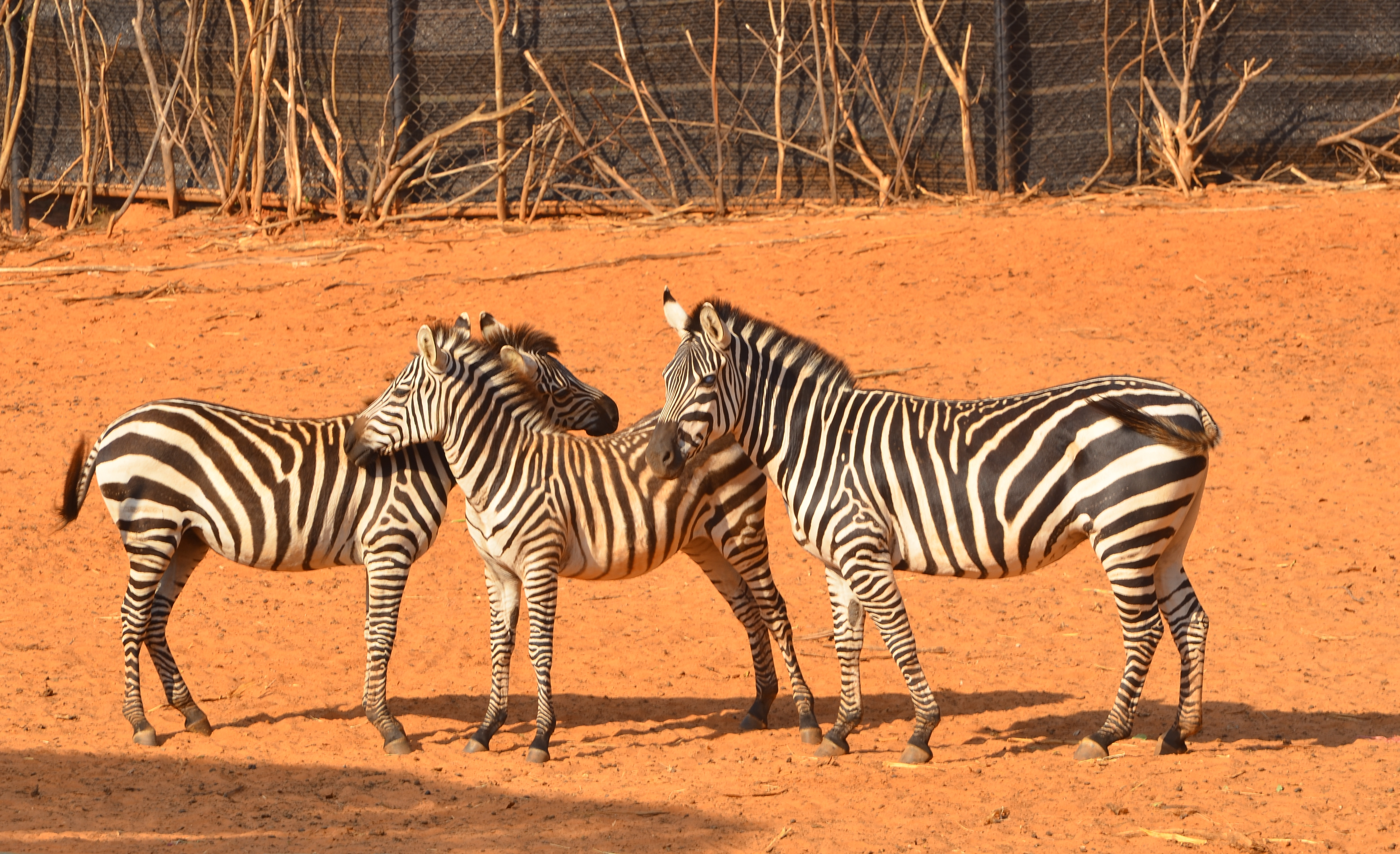
Trois zèbres
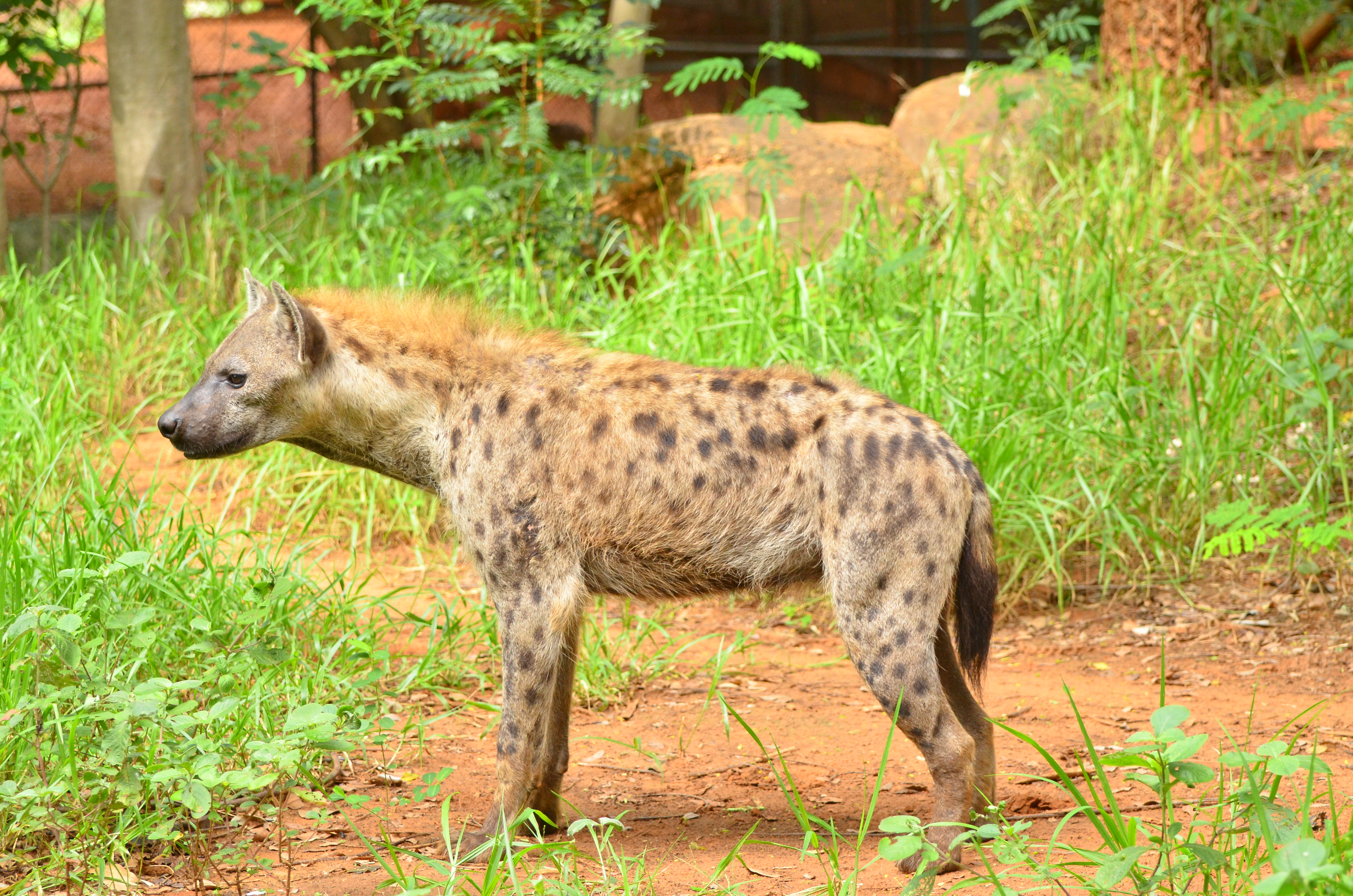
Hyène tachetée

Animaux d'Asie
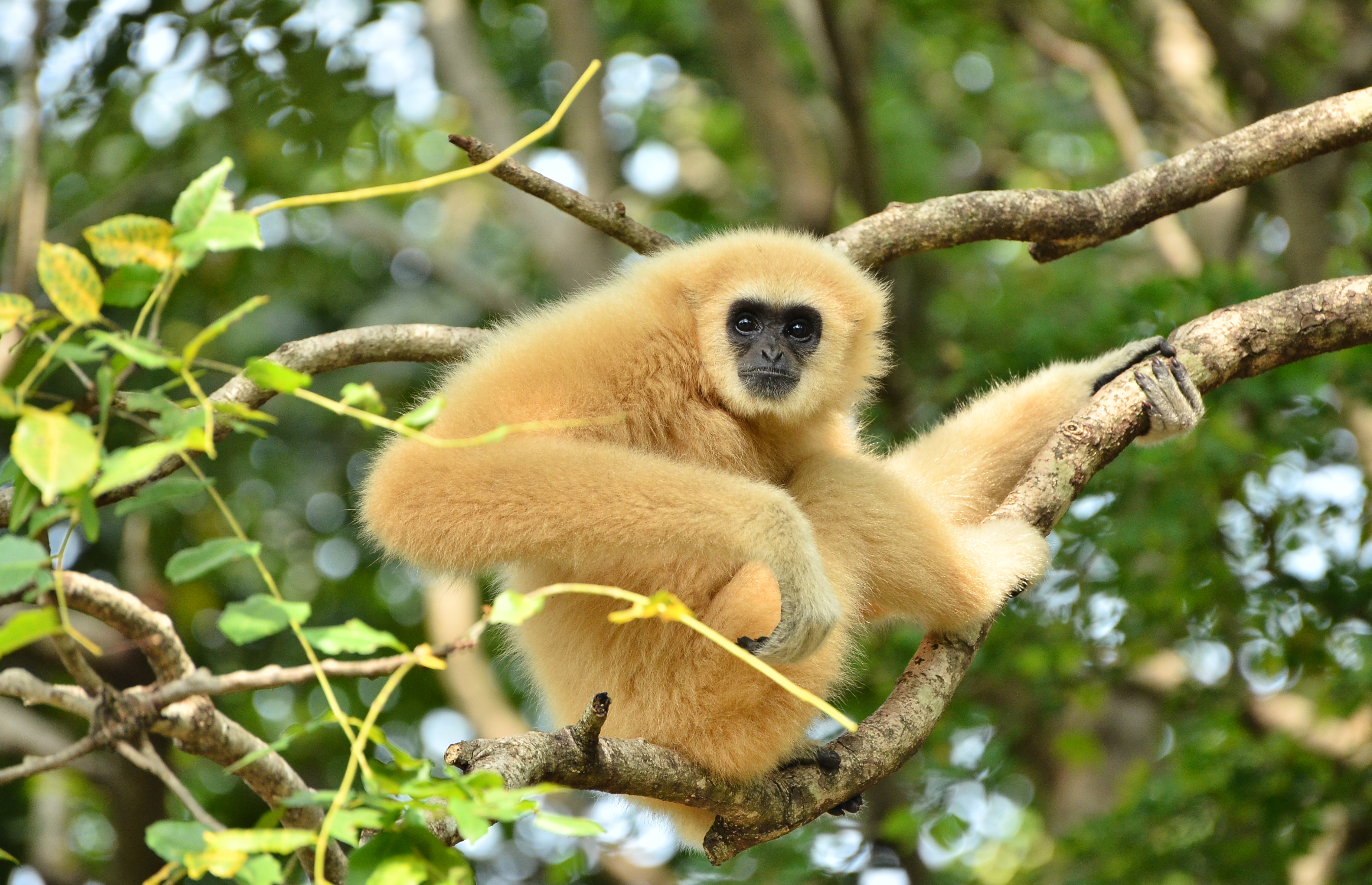
Gibbon à mains blanches
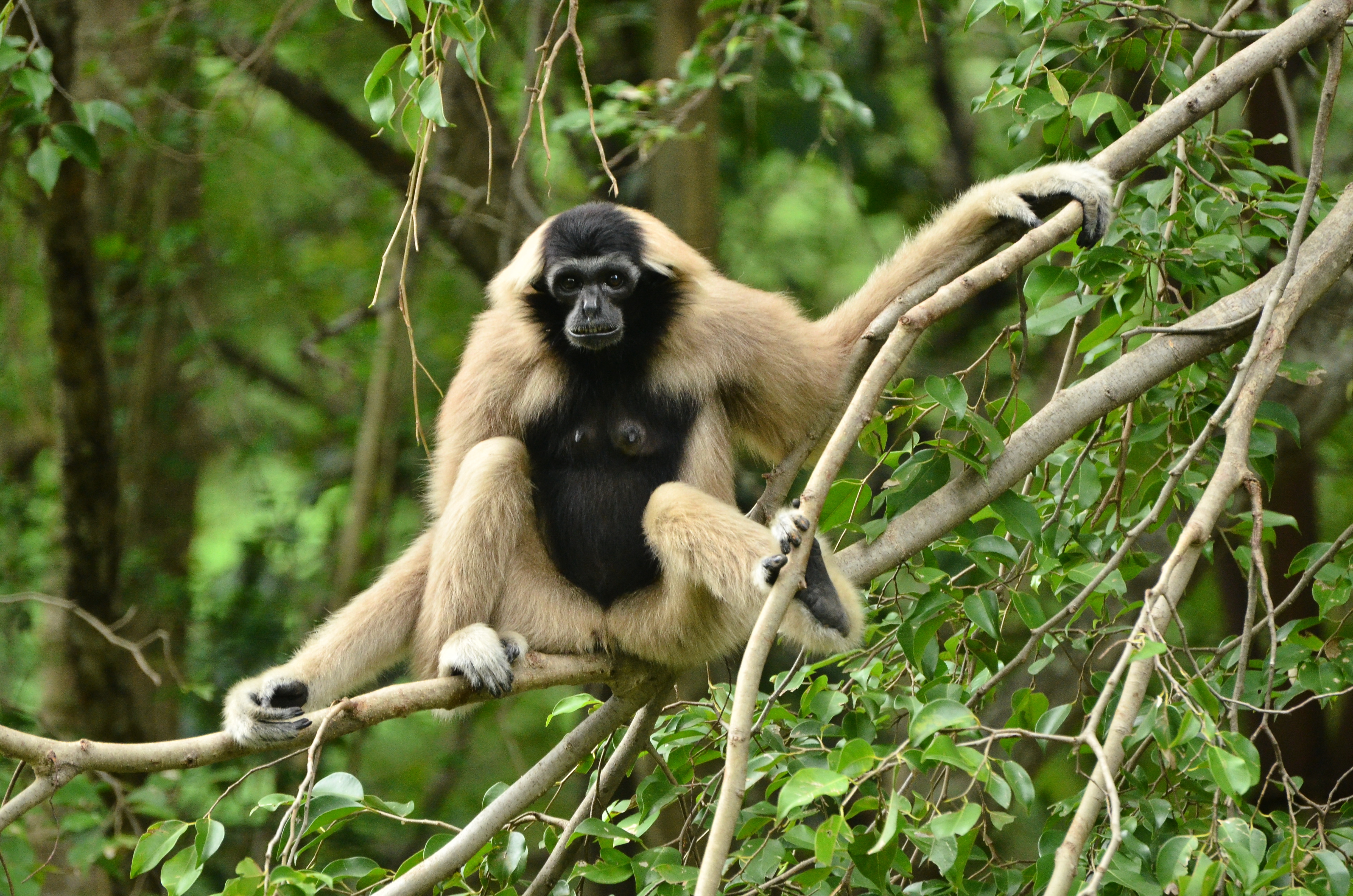
Femelle gibbon à bonnet
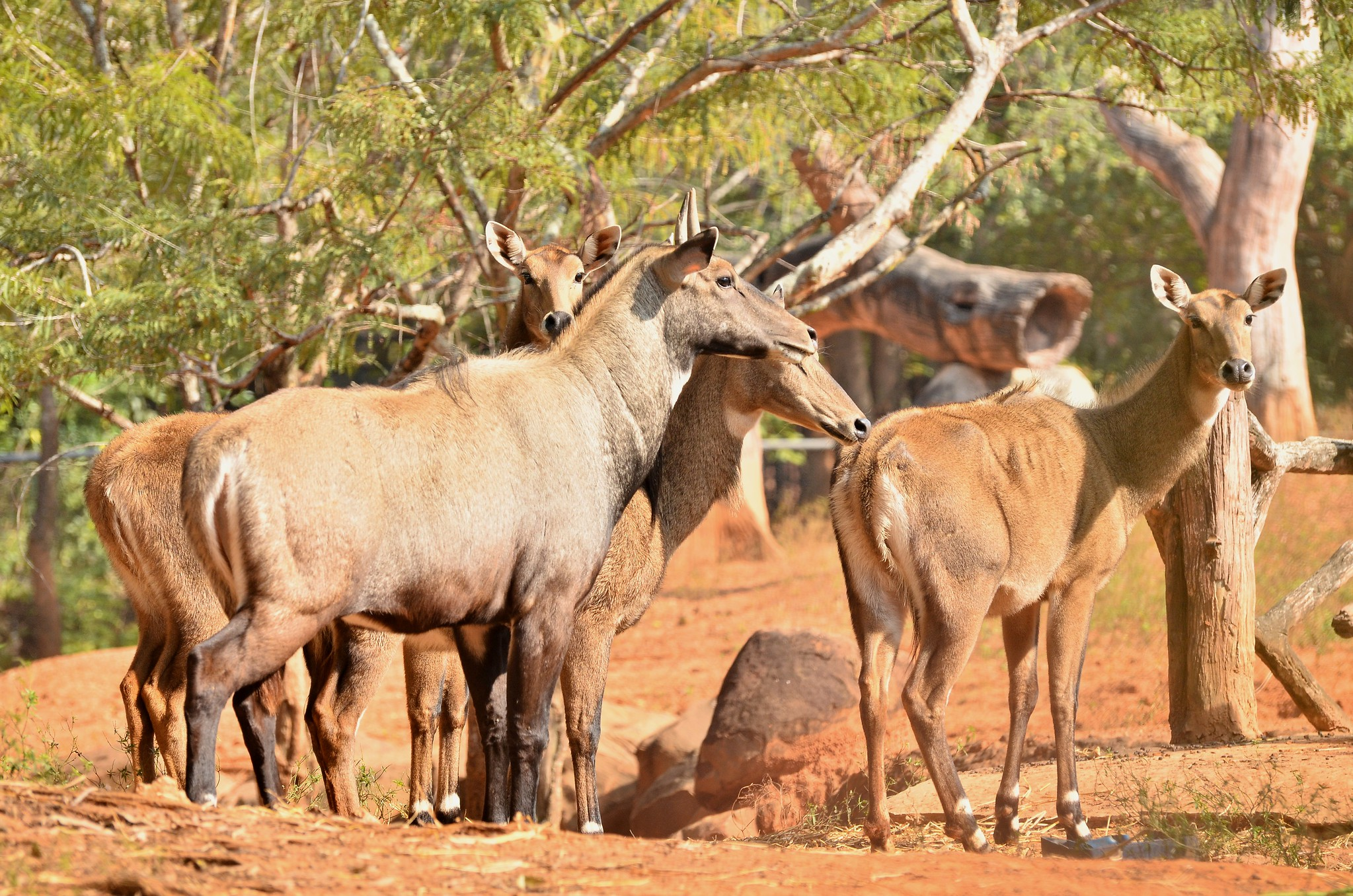
Antilopes nilgault
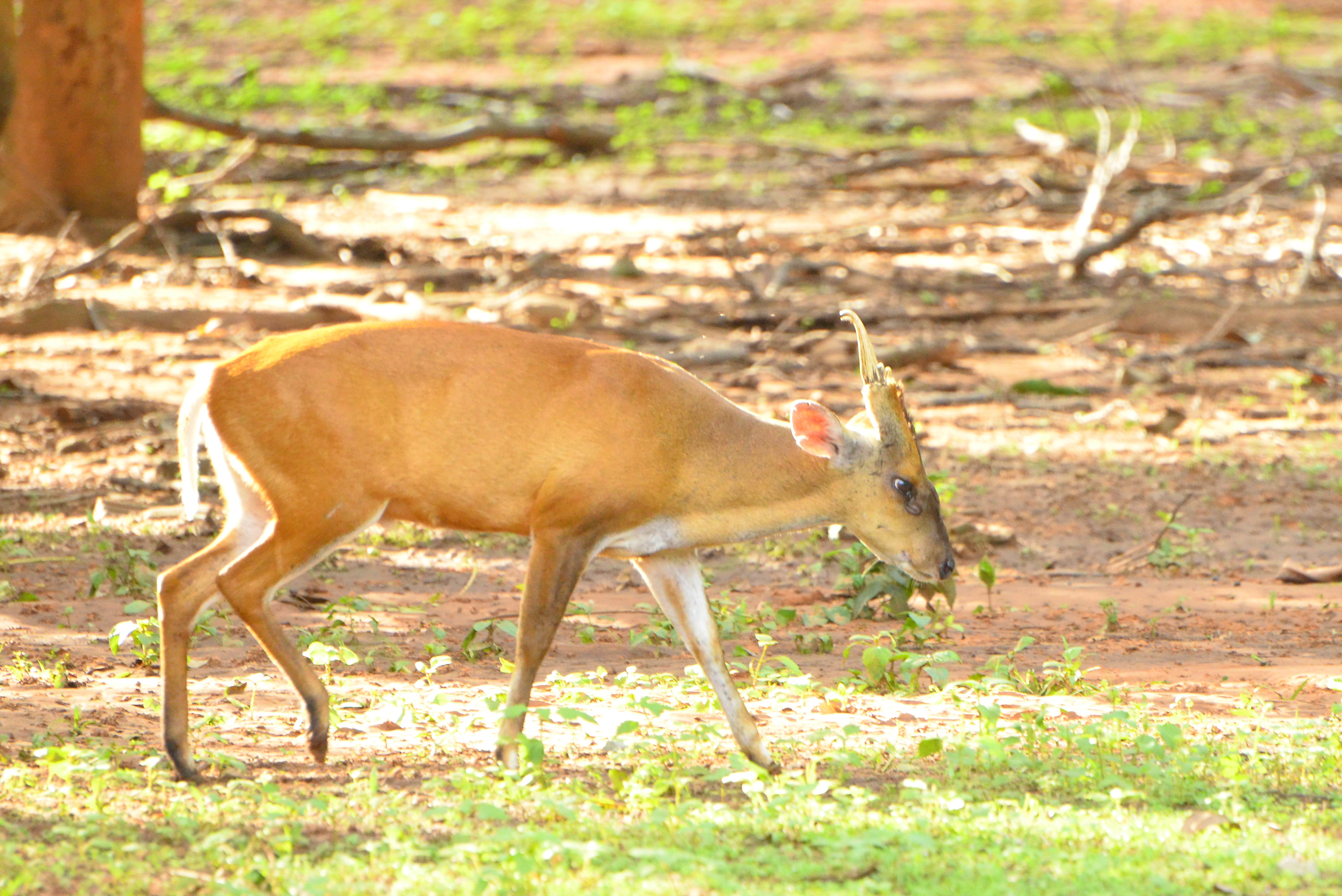
Cerf aboyeur Montiacus muntjac
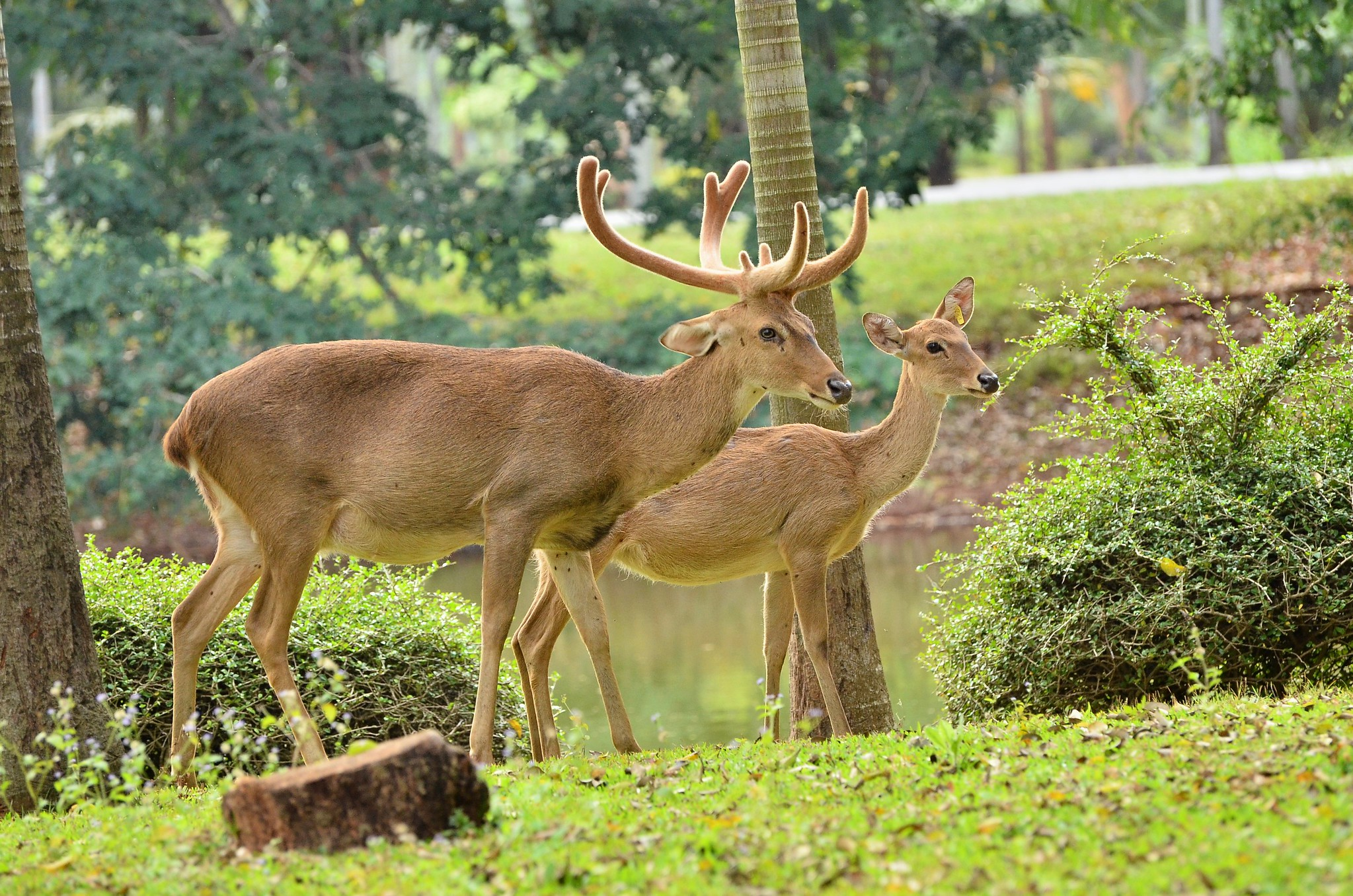
Cerf et biche d'Eld (Cervus eldii)
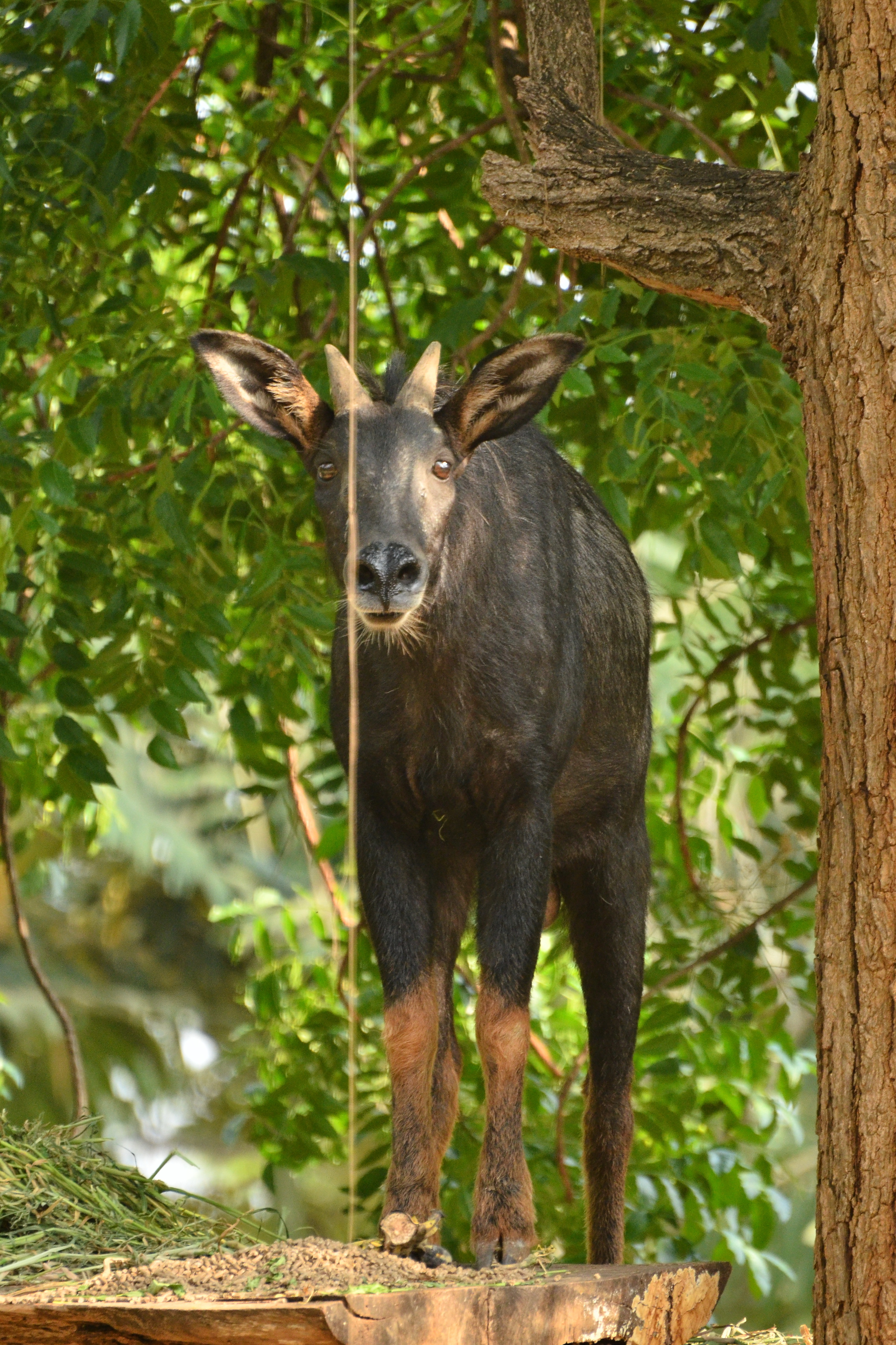
Saro